# Landgoed Brinkgreven

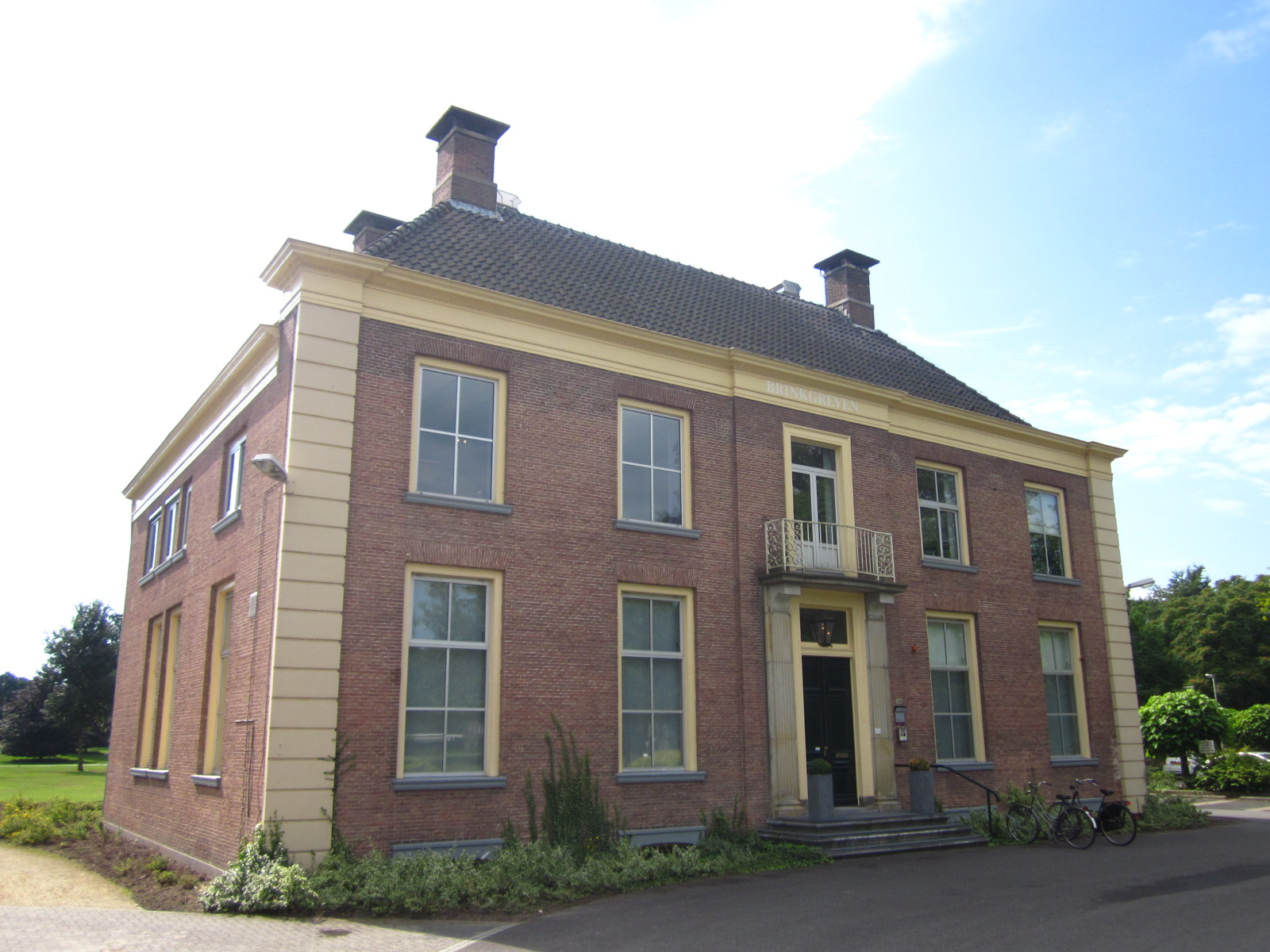
Landhuis Brinkgreven

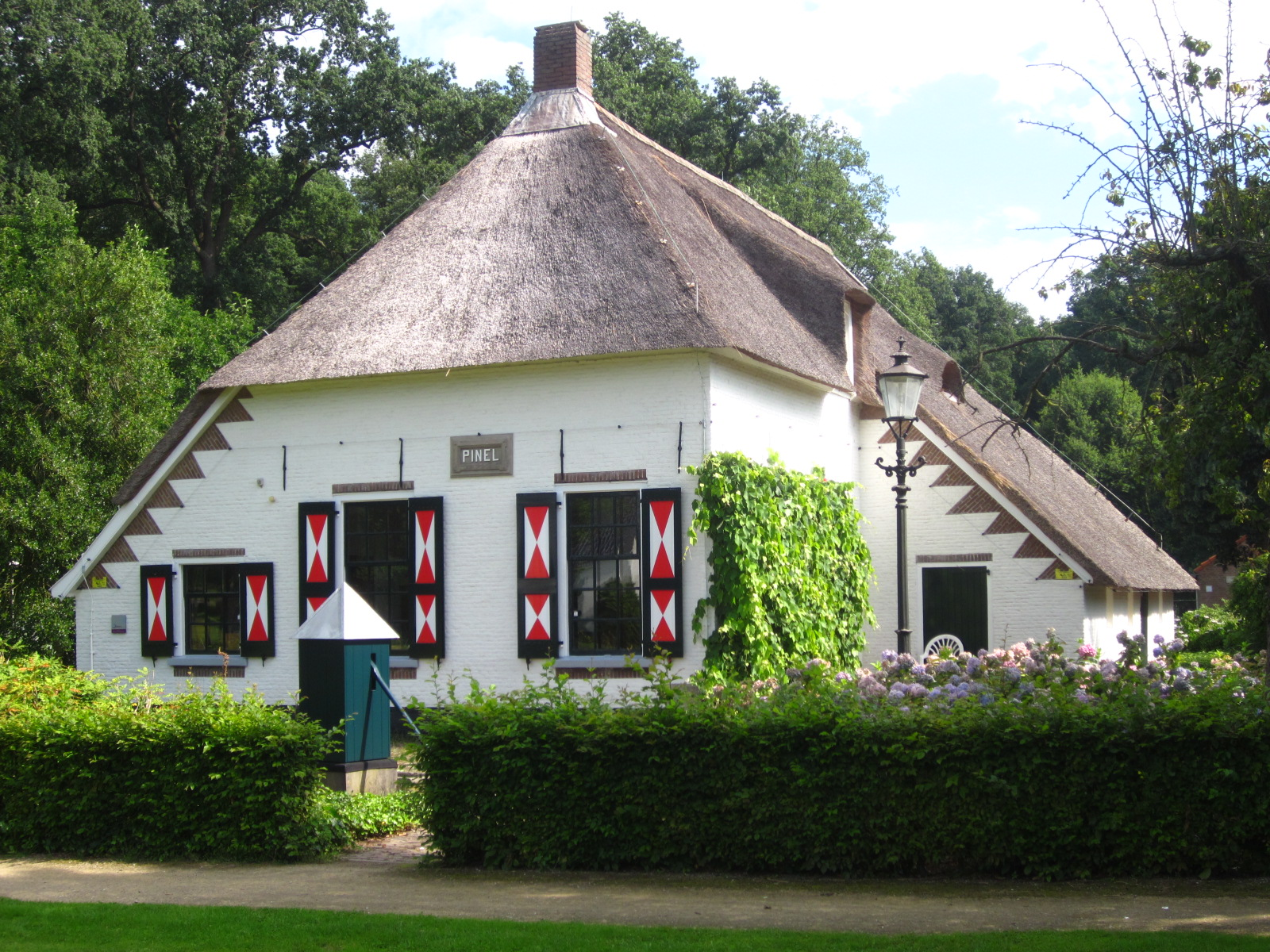
Boerderij 'Pinel'

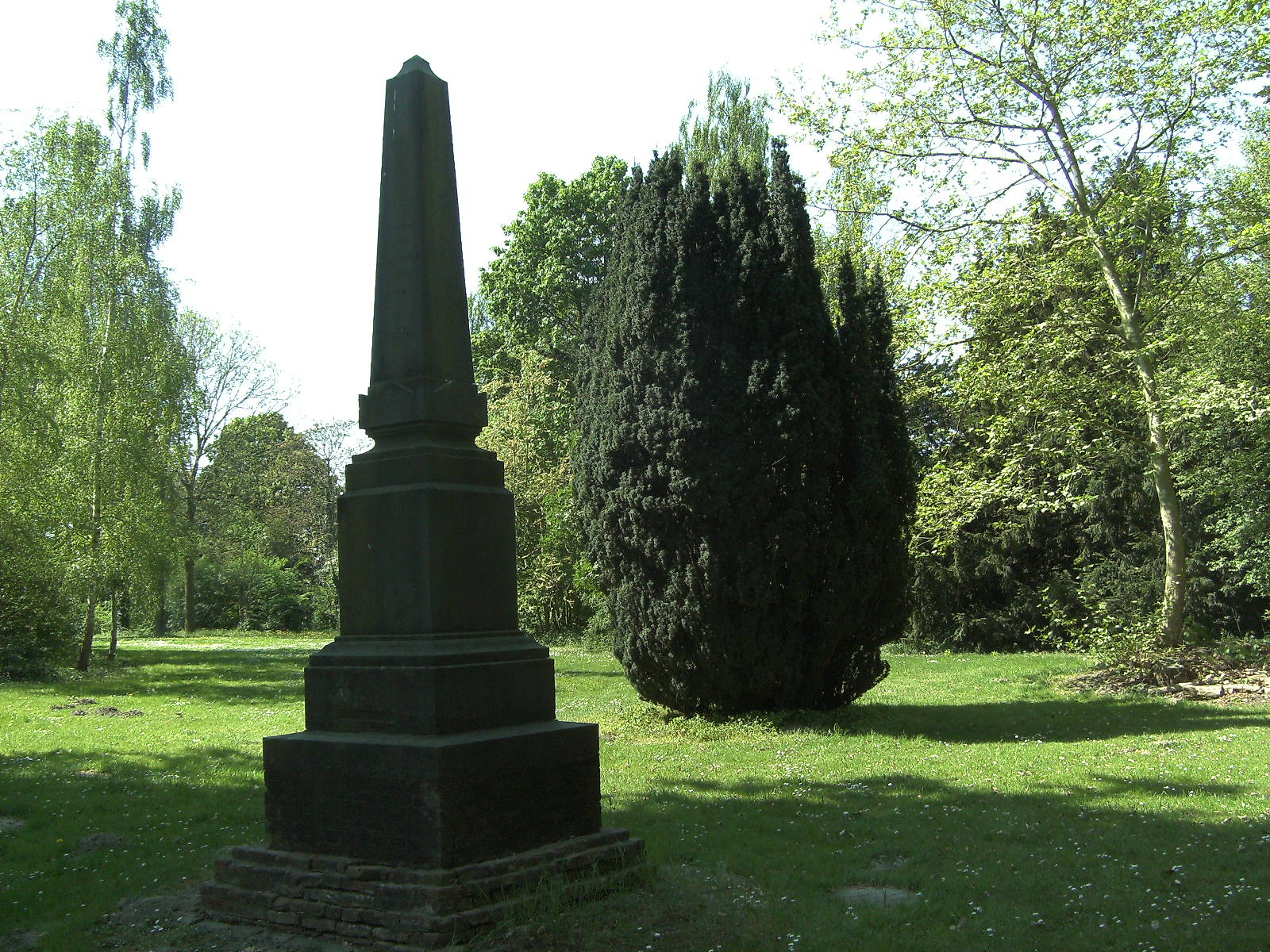
Gedenknaald generaal Heyligers

Landgoed Brinkgreven is een voormalig landgoed tussen de oude stad Deventer en het dorp Schalkhaar.

## Geschiedenis
Al in de 16e eeuw wordt Brinkgreven genoemd. Het was toen waarschijnlijk een klein landgoed of buitenplaats voor welgestelde stadsbewoners. De basis voor het huidige hoofdgebouw werd in 1786 gelegd door de burgemeester Arnold Jacob Weerts. Hij ging er permanent wonen en werd herenboer en boomkweker. Na zijn overlijden werd het huis in 1828 verkocht aan luitenant-generaal Cort Heyligers, welke het huis liet aanpassen in neoclassicistische stijl. Zijn dochter, mevrouw Eksteen-Heyligers, liet in 1858 op het terrein een gedenknaald plaatsen voor haar vader en haar in 1857 overleden man, P.M. Eksteen. Brinkgreven werd door de omwonenden nog lang Het Generaalshuis genoemd, en het park met het monument Het Generaalsbos.

### Psychiatrisch ziekenhuis
Bekend is dat er sinds 1894 op het terrein mensen worden verpleegd met geestesziekten. In 1900 is het voormalig landgoed onder leiding van tuinarchitect Leonard Springer omgevormd tot psychiatrisch ziekenhuis, waarbij hij de oude elementen met nieuwe gebouwen heeft gecombineerd in een parkachtige omgeving. De instelling was jarenlang bekend als Psychiatrisch ziekenhuis Brinkgreven. De Dimence Groep is de huidige eigenaar en sinds 2013 zetelt hun raad van bestuur in het voormalige landhuis. Inmiddels is het landgoed grotendeels ingekapseld in de gegroeide stad Deventer.

## Gemeentelijke monumenten
Een viertal bouwwerken op het voormalig landgoed zijn aangemerkt als gemeentelijk monument, te weten:
- het oorspronkelijke landhuis.
- boerderij 'Pinel' met waterpomp.
- schuur bij boerderij 'Pinel'.
- gedenknaald ter nagedachtenis aan generaal Heyligers.